# Tagenbaren
Ursprünglich ist Tagenbaren ein niedersächsischer Rechtsbegriff des 16. und 17. Jahrhunderts mit der Bedeutung von freien Eltern gezeugt und geboren. Seit dem 19. Jahrhundert wird die Bezeichnung auf Bremer bezogen, die von in Bremen geborenen Eltern abstammen und auch selbst in Bremen aufgewachsen sind. Das Wort wird auch als Adjektiv (tagenbaren Bremer) verwendet.
Der Begriff ist nur eine der Definitionen des „echten Bremers“ in der Tradition der sozialen Abgrenzung (z. B. Achtklassenwahlrecht). Andere sind mündlich überliefert, womit sich engere Auslegungen des Tagenbaren erklären.